# El Ojite, Puebla
El Ojite är en ort i Mexiko.   Den ligger i kommunen Venustiano Carranza och delstaten Puebla, i den sydöstra delen av landet, 190 km nordost om huvudstaden Mexico City. El Ojite ligger 169 meter över havet och antalet invånare är 236.
Terrängen runt El Ojite är lite kuperad. Runt El Ojite är det ganska tätbefolkat, med 65 invånare per kvadratkilometer. Närmaste större samhälle är Venustiano Carranza, 3,2 km öster om El Ojite. Omgivningarna runt El Ojite är en mosaik av jordbruksmark och naturlig växtlighet.